# فرانسيسكو مورينو ثوليتا
فرانسيسكو دي أسيس مورينو إي ثوليتا دي لوس ريالس (بالإسبانية: Francisco de Asís Moreno y Zuleta de los Reales) (4 أغسطس 1880 – 3 يوليو 1963) كان نبيلًا، ومحاميًا، وسياسيًا إسبانيًا. شغل منصب وزير الاقتصاد الوطني ووزير المالية خلال ديكتاتورية الجنرال ميغيل بريمو دي ريفيرا.

## السيرة الذاتية
وُلد مورينو ثوليتا في 4 أغسطس 1880 في خيريث دي لا فرونتيرا، إسبانيا. تلقى تعليمه في كلية سان لويس غونثاغا اليسوعية، ثم درس الاقتصاد والقانون في جامعة ديستو، حيث حصل على درجة الدكتوراه.
بدأ مسيرته السياسية في الحزب المحافظ، وانتُخب نائبًا في مجلس النواب الإسباني عن دائرة قادس في انتخابات 1907، واستمر في المنصب حتى عام 1921، عندما عُيّن عضوًا في مجلس الشيوخ الإسباني بصفته "سيناتور بحكم الحق".
في عام 1926، وبتوصية من الجنرال ميغيل بريمو دي ريفيرا، انضم إلى حزب الاتحاد الوطني، وأصبح عضوًا في الجمعية الوطنية الاستشارية في العام التالي. في 3 نوفمبر 1928، عُيّن وزيرًا للاقتصاد الوطني، وفي 21 يناير 1930، تولى منصب وزير المالية، لكنه استقال بعد فترة وجيزة من استقالة بريمو دي ريفيرا في 28 يناير 1930.

## المنفى والنشاط السياسي
مع إعلان الجمهورية الإسبانية الثانية في عام 1931، انضم مورينو ثوليتا إلى الملك ألفونسو الثالث عشر في منفاه في روما، حيث شغل منصب رئيس البيت الملكي اعتبارًا من عام 1933. خلال الحرب الأهلية الإسبانية، كان الممثل غير الرسمي للجانب القومي في جنوب فرنسا.
في عهد ديكتاتورية الجنرال فرانسيسكو فرانكو، عمل كممثل لدون خوان دي بوربون، نجل الملك ألفونسو الثالث عشر، في المساعي لاستعادة النظام الملكي.

## الحياة الشخصية
تزوج من كارمن هيريرا إي هيريرا، ابنة رامون هيريرا إي غوتييريز، كونت لا مورتييرا. كان لهما ابن يُدعى فرانسيسكو مورينو إي هيريرا.

## الوفاة
توفي في 3 يوليو 1963 في منزله الواقع في شارع فيلاثكيز رقم 21 في مدريد، عن عمر يناهز 82 عامًا.